# Armando Silega
Armando Silega Carbonell (Santiago de Cuba, 26 de octubre de 1962) es un deportista cubano que compitió en piragüismo en la modalidad de aguas tranquilas. Ganó tres medallas en los Juegos Panamericanos en los años 1987 y 1991.

## Palmarés internacional
| Juegos Panamericanos | Juegos Panamericanos          | Juegos Panamericanos | Juegos Panamericanos |
| Año                  | Lugar                         | Medalla              | Competición          |
| -------------------- | ----------------------------- | -------------------- | -------------------- |
| 1987                 | Indianápolis (Estados Unidos) | Medalla de plata     | C1 1000 m            |
| 1991                 | La Habana (Cuba)              | Medalla de oro       | C1 500 m             |
| 1991                 | La Habana (Cuba)              | Medalla de oro       | C1 1000 m            |